# Lasioglossum frenchellum
Lasioglossum frenchellum är en biart som beskrevs av Michener 1965. Lasioglossum frenchellum ingår i släktet smalbin, och familjen vägbin. Inga underarter finns listade i Catalogue of Life.